# Церква Різдва Богородиці (Подмоклово)
Церква Різдва Богородиці (Подмоклово) — зразок рідкісної церкви доби раннього російського бароко початку і середини 18 століття, яку вибудували в садибі Подмоклово три покоління Долгорукових.

## Перший володар

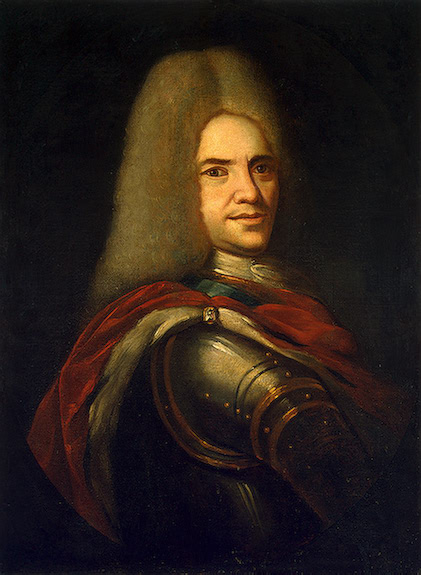
Портрет дипломата Григорія Федоровича Долгорукого. Державний Ермітаж (Санкт-Петербург)

Володарем села Подмоклово, що близько семи кілометрів від міста Серпухов, був Григорій Федорович Долгоруков (1656—1723). Родина Долгорукових походила зі старовинної московської аристократії. Старший брат Григорія — Яків Долгоруков, був наближеною особою до царя Петра І. Прибічником його реформ став і молодший брат, який прислужився як дипломат. Він починав військовом і був капітаном гвардії Преображенського полку. Здібного військового помітив цар і відіслав дипломатом в Польщу, де той перебував з 1700 по 1712 рр. Перебування за кордоном Григорій Долгоруков використав і для удосконалення фаху, і для самоосвіти, і для виховання при блискучому дворі онуки, дочки свого сина Катерини Олексіївни. Саме вона буде обрана в дружини молодого царя Петра ІІ.
В коротку перерву 1712—1714 рр. Григорій Долгоруков отримав відпустку, яку використав для розбудови власної садиби навколо Серпухова. Стара дерев'яна церква ніяк не задовольняла смакам європейські вихованого вельможі. Він звернувся з проханням до митрополита Стефана Яворського про дозвіл на побудову кам'яного храму і отримав той дозвіл. 1714 року в селі начерно добудували новий храм в вигляді ротонди з куполом, якого не мали навіть в столиці. Але немолодого дипломата наново викликали в Петербург і він наново відбув в Польщю, де перебува у 1715—1721 рр. Ветераном він повернувся в садибу і помер 1723 р.

## Онук Микола Долгоруков
Родина Долгорукових мала стрімкий політичний злет по смерти Петра І, бо поборола самого князя Меншикова. Саме тоді і відбулися заручини Катерини Олексіївни з молодим царем. Але Петро ІІ застудився і помер напередодні вінчання, а нова імператриця Анна Іванівна, ворожо налаштована до Долгорукових, відправила всю родину в заслання до провінційної фортеці Ранненбург. Майно родини і садибу Подмоклово перевели в майно імператриці. Кам'яна церква довго стояла пусткою поряд з дерев'яною, яка і слугувала садибним храмом до 1754 року.

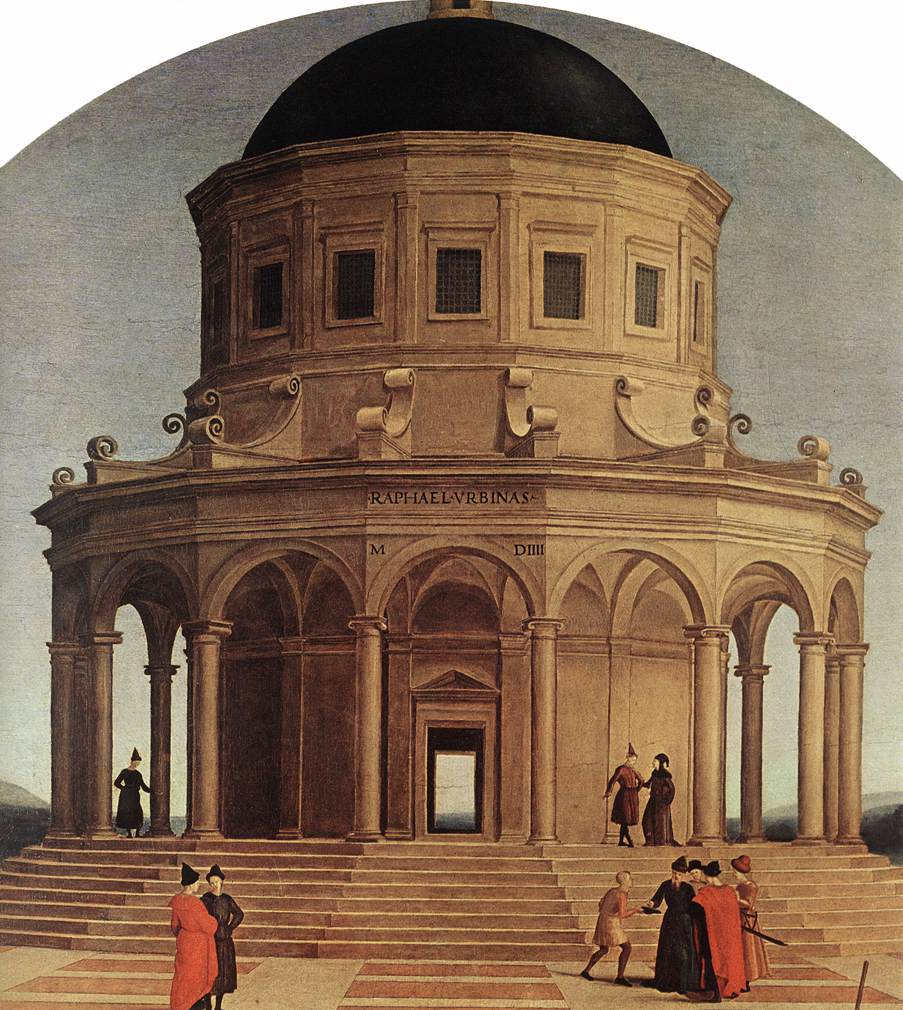
Рафаель Санті. Ротонда церкви на картині «Заручини Марії та Йосипа», Пінакотека Брера.

Повернути до життя ще дідом вибудовану церкву вдалося лише онуку — Долгорукову Миколі Сергійовичу, майно якому після заслання повернула імператриця Єлизавета Петрівна. В клопотанні про освяту садибної церкви він писав (російською): «А въ нынѣшнемъ 1754 годѣ помянутая каменная церковь мною именованная какъ алтарёмъ, такъ и святыми иконами и иконостасомъ и всей церковной утварью въ совершенство приведена. И желаю въ семъ году освятить, понѣже въ старой деревянной церкви службы уже отправлять за ветхостію никакъ невозможно». Про пам'ятку в Подмоклово, яскраву і довершену, довгий час не мали ніяких свідоцтв, окрім звістки про освяту 1754 року. Лише розшуки 1974 року дослідниці О. В. Якубовської довели, що садибна церква в сільці під Серпуховим — унікум, збережений неперебудованим від доби Великої Північної війни.
До 1930-х років під Москвою зберігався ще один ранньобароковий ротондальний храм — церква Сергія Радонезького в селі Хотмінки Наро-Фомінського повіту. Він був збудований в 1705–1710 рр. князем Борисом Олексійовичем Голіциним, фундатором декількох інших церков (у тому числі дубровицької церкви Знаміння). Це була невелика ротонда, оточена відкритою галереєю. Храм був зламаний більшовиками.

## Ідея центричного храму
Ідея центричного храму тривалий час тривожила свідомість митців Італії доби Відродження. Ідею активно обговорювали і робили малюнки і плани. Серед інтерпретацій — центричні храми на картинах П'єтро Перуджино та Рафаеля Санті. Саме центричний варіант храму запропонував для нової споруди собору святого Петра в Римі — архітектор Браманте. Свої варіанти центричних храмів розробив і спадкоємець рішень Браманте в побудові собору в Ватикані — Мікеланджело Буонарроті.

## Опис храму

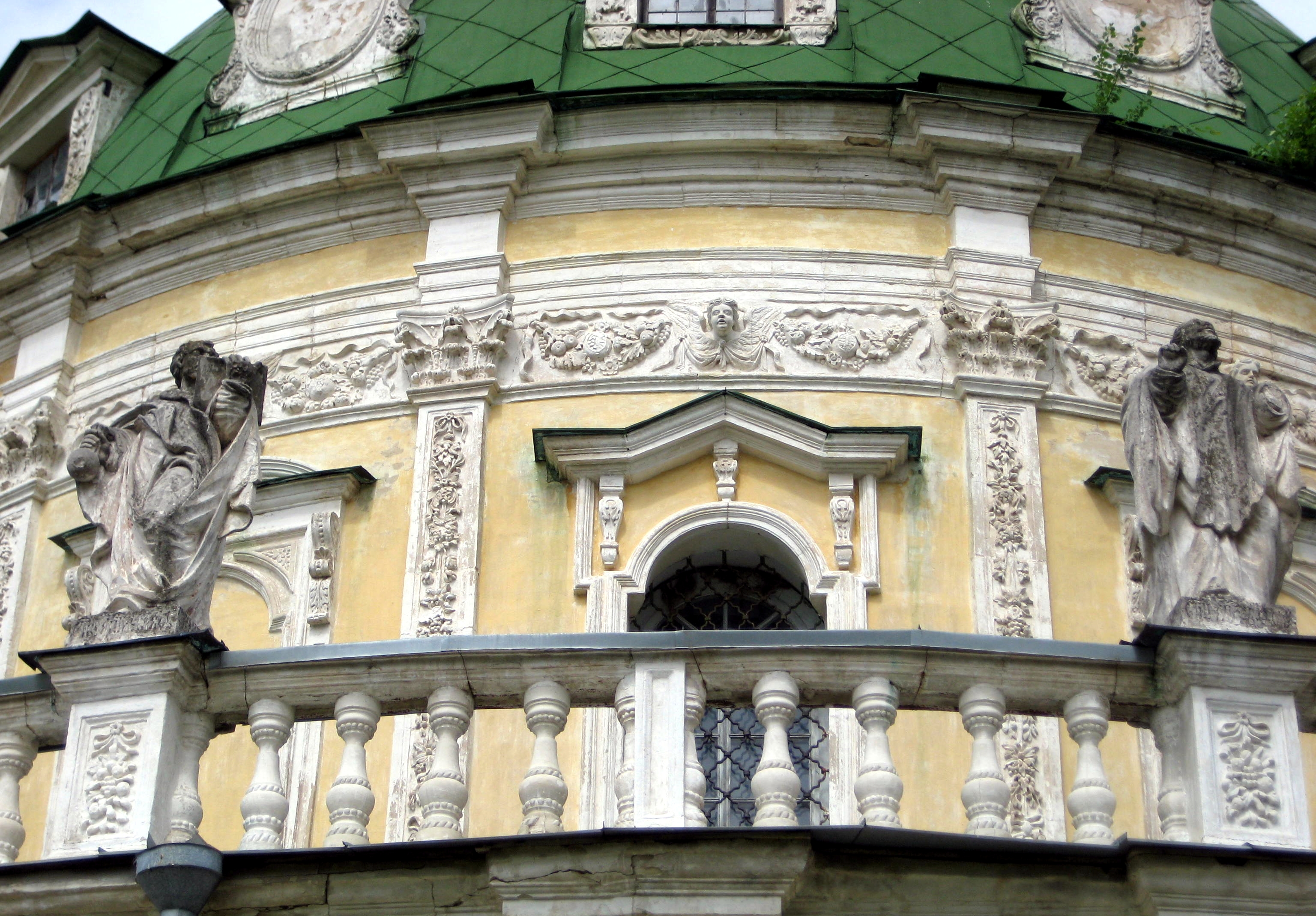

Церква — центричний за планом храм з одною банею і куполом, прорізаним люкарнами. Нижній ярус утворений відкритою галереєю, прикрашеною балюстрадою з скульптурами апостолів. Мури споруди цегляні, потиньковані, розфарбовані в два кольори — жовте тло і білі деталі (пілястри, кружала арок, замкові камені, обрамлення вікон, карнизи).
В декорі ротонди — нічого від сухих, непластичних і поміркованих форм архітектури петровського Петербурга. Можливо, довершені форми споруди — через зразки італійської архітектури на кшталт спруд римського архітектора Карло Фонтана, образи яких і використані в проекті церкви Різдва Богородиці села Подмоклово.
Балюстраду провінційної церкви прикрасили шістнадцятьма фігурами апостолів і біблійних персонажів. І це в добу, коли за указом Синоду від 1722 року заборонялося використання скульптур в декорі православних храмів як вияв язичництва, ідолослужіння і гріха. Фігури подмокловської церкви створені у зріст людини і досягають 182 см. Кожний постамент має вирізане ім'я апостола чи євангеліста. Відсутність наріжних сходів на галерею сприяла недоступності фігур і їх збереженню на 300 років. Матеріалом для скульптур слугував не місцевий вапняк, кар'єри якого розташовані неподалік по берегам річки Ока, бо він нестійкий і руйнується від морозів. Для подмокловських скульптур використали мячковський камінь, легкий в обробці і морозостійкий. Ймовірно, кам'яні брили везли річкою і вже на місці в садибі створили скульптури.
Ґрунт під спорудою за 300 років дещо просів і викликав трішини в склепіннях галереї. Аби запобігти руйнації унікальної споруди частка арок галереї була закладена цеглою.
Садиба Долгорукових зруйнована за часів СРСР, і від неї збережені руїни лише одного флігеля.

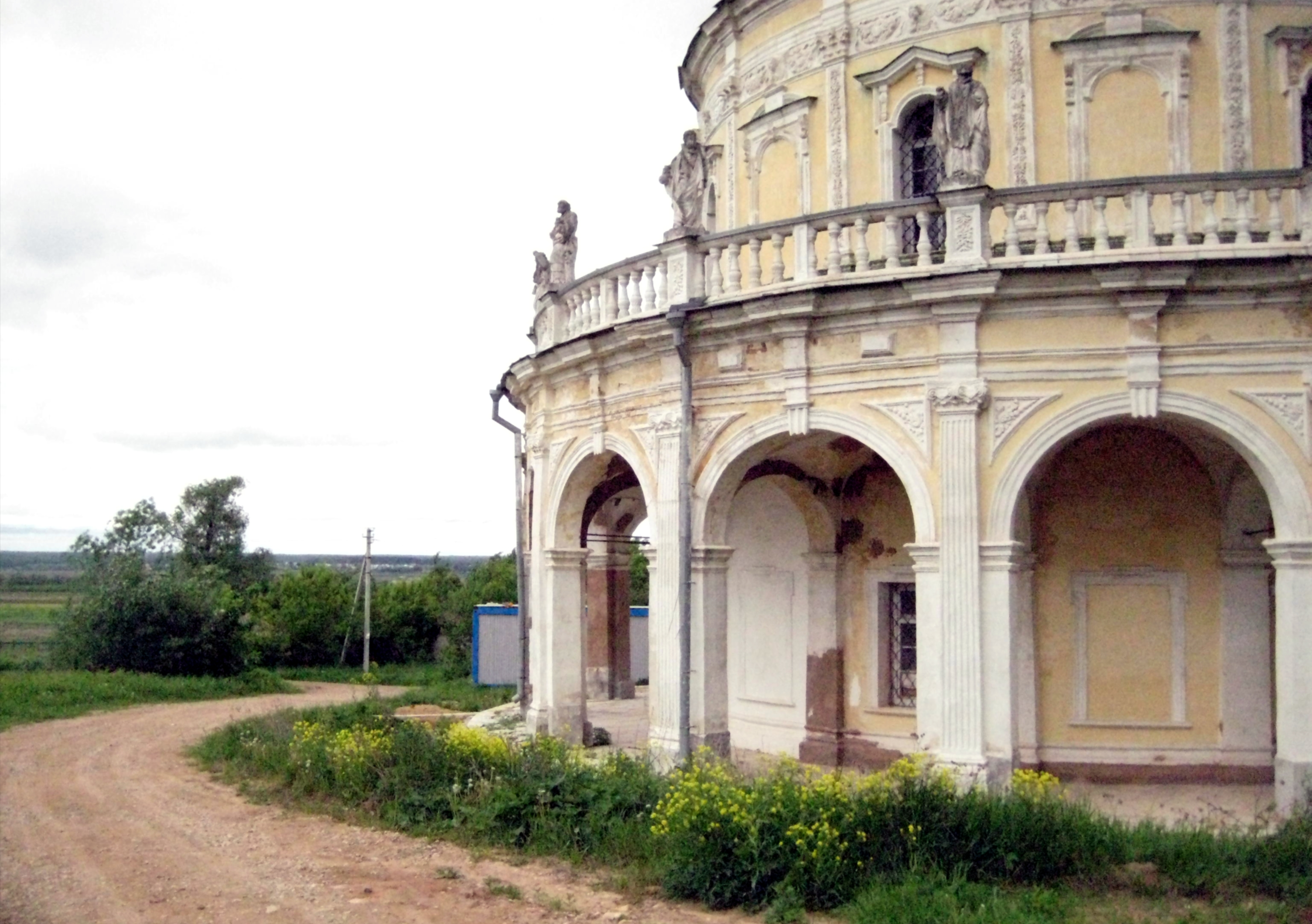
Оточення храму
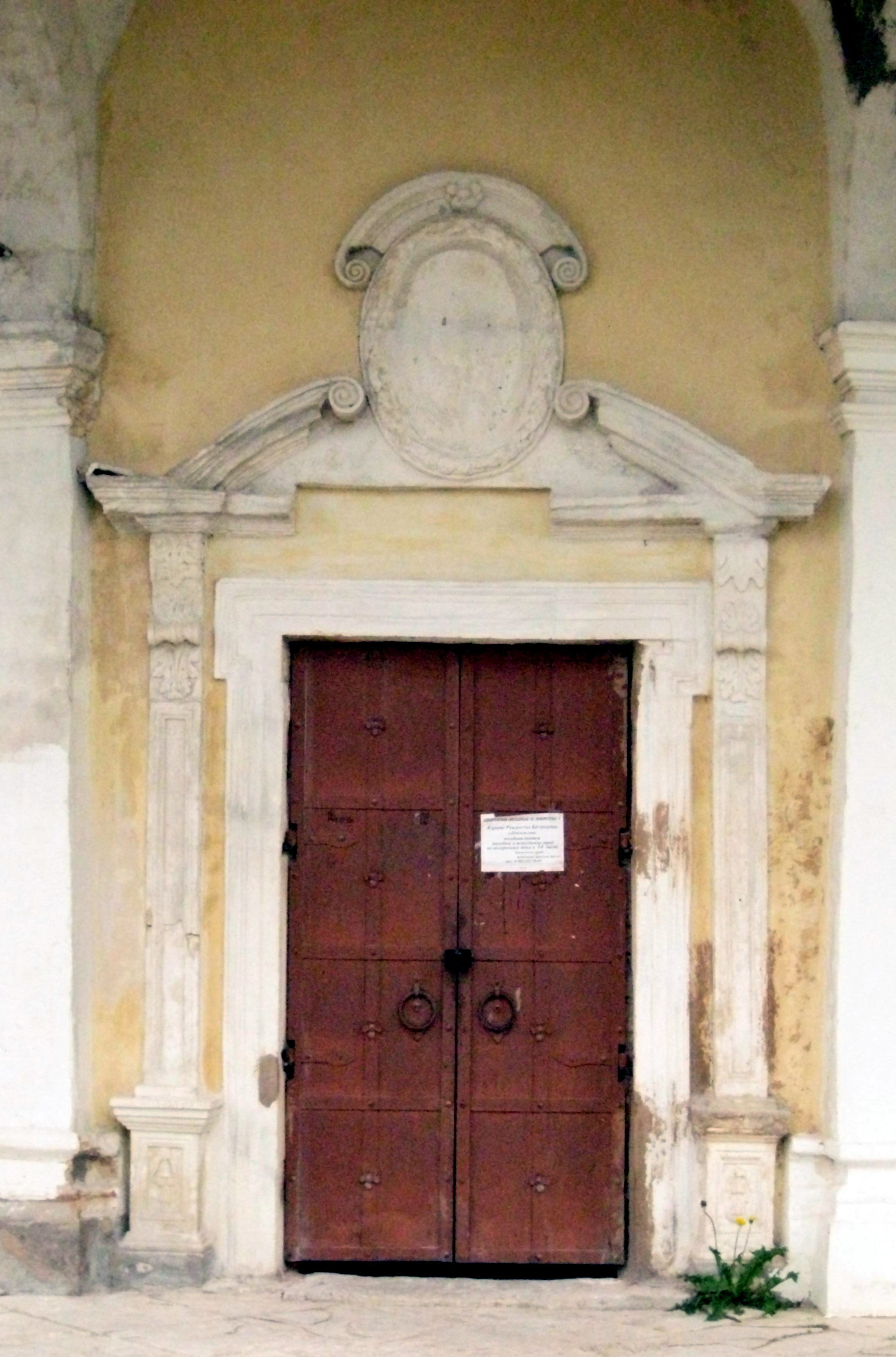
Портал церкви
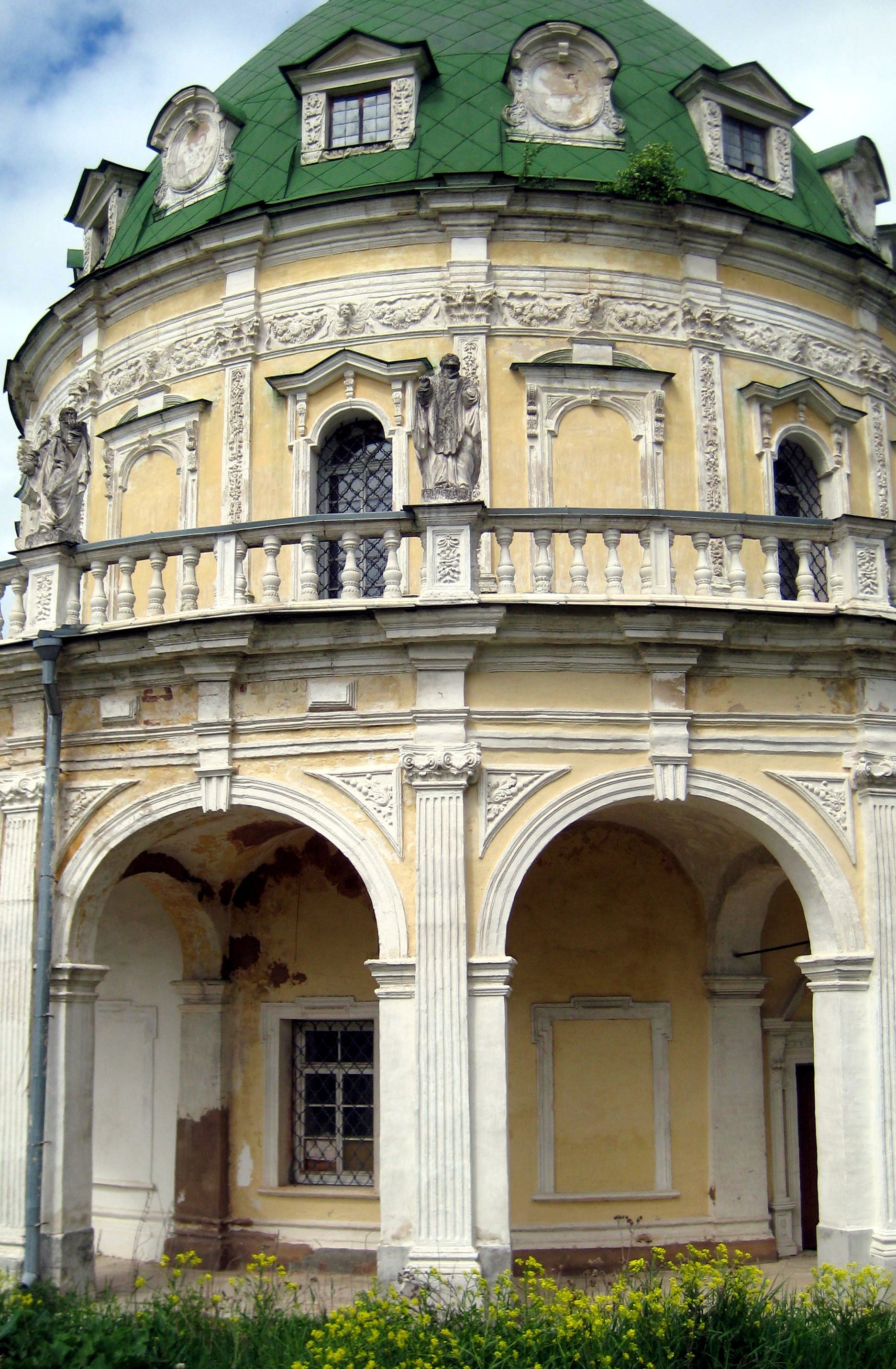
Галерея зблизка